# Ennedi
Para la región de Chad con este nombre, ver Región de Ennedi.
La meseta de Ennedi es un enorme bastión de arenisca en el Sahara , situada en la región de Ennedi, en el nordeste de Chad. Se considera una de las regiones más remotas del planeta, cerca de las fronteras con Libia y Sudán y rodeada de arena por todas partes, que invade los profundos cañones que la surcan, y que solo se atreven a cruzar las caravanas. No hay carreteras y se necesita un todo terreno para adentrarse en las gargantas y planicies interiores. El macizo fue declarado Patrimonio de la Humanidad por la Unesco en 2016.
Toda la región está formada por arcos y pilares de piedra de grandes dimensiones, parecidos a los de Utah, en Estados Unidos. La impresión, debido a los cañones, es que está formada por varios macizos encadenados, que alcanzan una altura máxima de 1.450 m. En los lugares más profundos se encuentran depresiones denominadas gueltas donde hay agua de forma permanente. Son el único refugio de flora y fauna que aun persiste en este lugar.

## Los arcos de piedra
Aquí se encuentra uno de los arcos de piedra más grandes del mundo, el Arco de Aloba, que tiene 120 m de altura y una anchura de 77 m.
Otros lugares destacables son los Cinco Arcos, una especie de arco triunfal con cinco aberturas, la más grande de las cuales tiene una altura de 22,6 m y una arcada de 19,2 m; el Arco Elefante, con la forma de una trompa que en su parte superior tiene una abertura que parece el ojo de este animal, con una altura de 23,2 m y una abertura de 18 m; la Máscara, que hace honor a su nombre; los arcos .
En 2010, un equipo de escaladores comandado por Mark Synnott junto con Alex Honnold Briton, James Pearson, Tim Kepler y Renan Ozturk se convirtió en el primero en ascender a los grandes arcos de Ennedi.

## Fauna
La meseta de Ennedi posee una rica variedad de animales que incluye los famosos cocodrilos del desierto (Crocodylus suchus), que vivió antiguamente a lo largo de los ríos que atravesaban el Sahara durante el Neolítico subpluvial (entre 7500–7000 a. C. y 3500–3000 a. C.). Estos cocodrilos enanos eran corrientes en el norte de África. En los años veinte aún se obtenían ejemplares en el Nilo en Sudán. Sobreviven en las pocas charcas (gueltas) que hay en los cañones, por ejemplo, en el muy conocido guelta de Archei, a cuatro días de viaje en todo terreno desde Yamena, la capital del Chad y cerca del pueblo de Fada. 
Aquí vivieron los últimos leones del Sahara, vistos por última vez en los años cuarenta. Existen aun algunos ejemplares de órix blanco (Oryx dammah) y se mantiene la leyenda de la existencia de una especie de tigre dientes de sable (Machairodus) en los lugares más remotos, noctámbulo y que viviría de la caza de grandes antílopes.

## Pinturas rupestres
Las primeras investigaciones en busca de arte rupestre se realizaron en los años cincuenta por Gérard Bailloud, pero la inestabilidad política de la región hizo que no se pudiera volver hasta el año 2003. Se han encontrado pinturas rupestres que indican que esta zona estuvo habitada durante el Holoceno, en el cuarto milenio a. C. En esa época se realizó una intensa producción que se caracteriza por la presencia de ganado y que se alarga hasta hace unos dos mil años, con la presencia de caballos y camellos. En algunos lugares aparecen representados grupos de hombres montados a caballo, por ejemplo, en Terkei Kassala. En otros, vacas coloreadas, como en Mornou, donde aparecen representadas con gran detalle. Uno de los lugares más visitados es Niola Doa, donde se encuentran estilizadas figuras de mujeres de más de dos metros de altura, adornadas con tatuajes abstractos, datadas en 3000 a. C.